# Serra de sabre

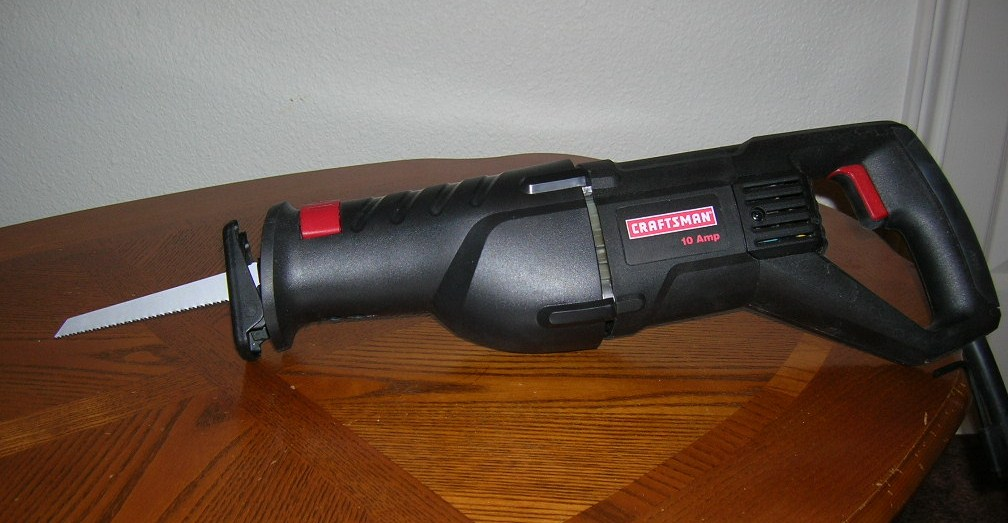
Exemple de serra de sabre de velocitat variable

Una serra de sabre és un tipus de serra accionada per un mecanisme en el qual l'acció de tall s'aconsegueix mitjançant un moviment "alternat" de la fulla "d'empenta i tracció". El terme s’aplica habitualment a un tipus de serra utilitzat en treballs de construcció i fusteria.

## Descripció

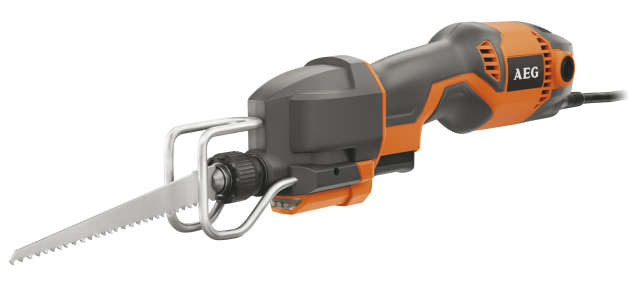
Serra de sabre AEG

Aquest tipus de serra, té una fulla gran que s’assembla a la d’una serra de vogir elèctrica i un mànec amb una orientació que permet utilitzar la serra còmodament en superfícies verticals. El disseny típic d'aquesta serra té una base plana a la zona de tall de la fulla, similar a la de l'esmentada serra. Per serrar l'usuari ha de recolzar aquesta base sobre la superfície que vol tallar de manera que prement-la amb força contraresti la tendència de la màquina a rebotar contra la superfície de tall mentre la fulla es mou pel seu recorregut.

## Disseny
Hi ha dissenys dins d'una àmplia gamma de potències, velocitats i característiques, des de models portàtils menys potents que solen tenir forma de trepant sense fil, fins a models amb cables d'alta potència i alta velocitat dissenyats per a treballs pesats de construcció i demolició. Les serres de sabre modernes gairebé totes tenen velocitat variable, ja sigui mitjançant la sensibilitat del disparador o mitjançant un botó. Una altra característica que ha esdevingut important per a l’ús d’aquestes serres és la inclusió d’una acció orbital. Aquesta acció consisteix a fer oscil·lar el recorregut amunt i avall (perpendicular al moviment de tall) fent que la punta de la fulla es mogui en un recorregut ovalat, cap amunt i cap avall i cap endavant i cap enrere. Aquesta característica s'empra principalment per serrar fusta, permetent talls ràpids.

## Usos

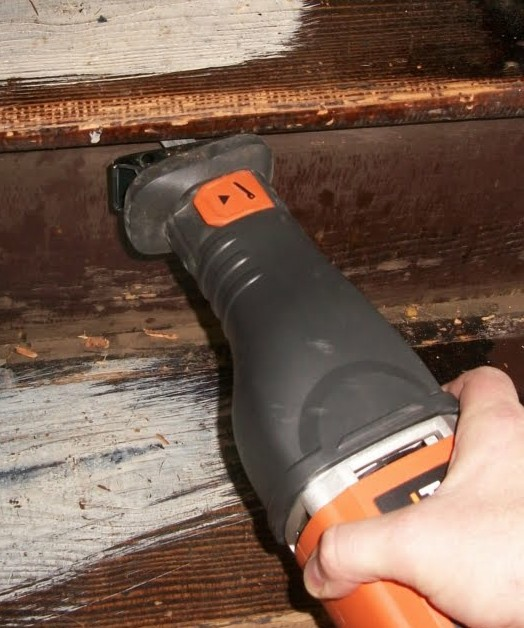
Les serres de sabre tenen molts usos; aquí es mostra un tallant els burlets difícils de treure en una escala

Una serra de sabre és una eina popular que utilitzen per a instal·lar de finestres, els treballadors de la construcció així com els serveis de rescat d’emergència. Hi ha disponibles variants i accessoris per a usos especialitzats, com ara pinces i fulles llargues per tallar canonades grans.
Hi ha fulles disponibles per a una gran varietat de materials i usos. Entre els tipus més habituals hi ha: fulles per a tallar metall, fusta, materials compostos, panells de guix i altres materials. Molts d'aquests tipus de fulles tenen una gran varietat de dissenys de dents destinats a propòsits especials, com ara tallar branques d'arbres, treballs de demolició, tall net o materials contaminats. Les fulles recobertes abrasives també estan disponibles per a materials durs com la rajola i la pedra.
Bàsicament una serra de sabre permet fer el que fan altres serres que tallen amb un moviment d'anada i tornada. Això inclou:
- Serra de vogir elèctrica
- Serra de marqueteria
- Serra de vogir
- Serra d'arquet

Les eines de moviment alternatiu també es troben en cirurgia i cirurgia dental, on s’utilitzen en operacions que requereixen tallar o triturar ossos.

## Mecanisme

Funcionament d'un dels tipus de mecanisme d'una serra de sabre

L'acció recíproca es pot produir de diverses maneres. Es pot utilitzar una unitat de manovella un jou escocès, una unitat de tipus Swashplate, una lleva captiva o excèntrica, una lleva de canó, o qualsevol altra unitat rotativa no lineal. Les eines modernes es construeixen amb variants de tots aquests mecanismes. Els accionaments de lleva excèntrica i biela-manovella necessiten pesos d’equilibri per reduir les vibracions en el pla de l'element giratori i poden mostrar encara vibracions que són desagradables per a l’usuari i que poden comportar dificultats per a controlar l'eina. El mecanisme de placa de palanca té l'avantatge que hi ha poca rotació desequilibrada, de manera que la vibració principal està en línia amb la fulla. Això generalment es pot controlar pressionant amb força la base de l'eina contra la superfície de treball.